# Церква Непорочного Зачаття Пречистої Діви Марії (Буцнів)
Церква Непорочного Зачаття Пречистої Діви Марії (в реєстрі пам'яток — Петропавлівська церква, Церква св. Петра і Павла) — парафія і храм Великоберезовицького деканату Тернопільсько-Зборівської архієпархії Української греко-католицької церкви в с. Буцневі Тернопільського району Тернопільської області. Пам'ятка архітектури національного значення в Україні, охоронний номер 1598/1.

## Історія
Мурована Церква Непорочного Зачаття Пресвятої Діви Марії збудована як церква монастиря отців василіян 1744 року. Кошти для будови надав буцнівський староста Андрій Шумлянський гербу Корчак у 1744 (чи 1751) р. Після переїзду монахів-василіян із Буцнева до Крехівського монастиря монастирську церкву вони передали місцевій громаді УГКЦ. Храм став парафіяльним.
Магнат Микола Василь Потоцький у заповіті для церкви отців Василіян у Буцневі призначив 7 000 золотих.
У 1880-их роках розпис церкви здійснив відомий український хужожник Корнило Устиянович.
Фасад споруди нагадує фасад церкви Іль-Джезу в Римі, 1992 року на ньому встановили пам'ятну дошку з написом:

| В цьому Храмі 1933-1944 років був парохом отець-ісповідник Василь Курилас (десять літ страждав за віру Христову в більшовицьких тюрмах[5]). |
9 липня 2017 у Тернопільській області|2017]] року храм отримав особливий привілей — віднині він є відпустовим місцем на наступні 7 років. Святу Літургію з нагоди цієї події очолив єпископ Теодор (Мартинюк). Для повного відпусту призначені три дні: Перша неділя після Різдва Івана Хрестителя, свято верховних апостолів Петра і Павла та свято Непорочного Зачаття Пречистої Діви Марії.

## Дзвіниця

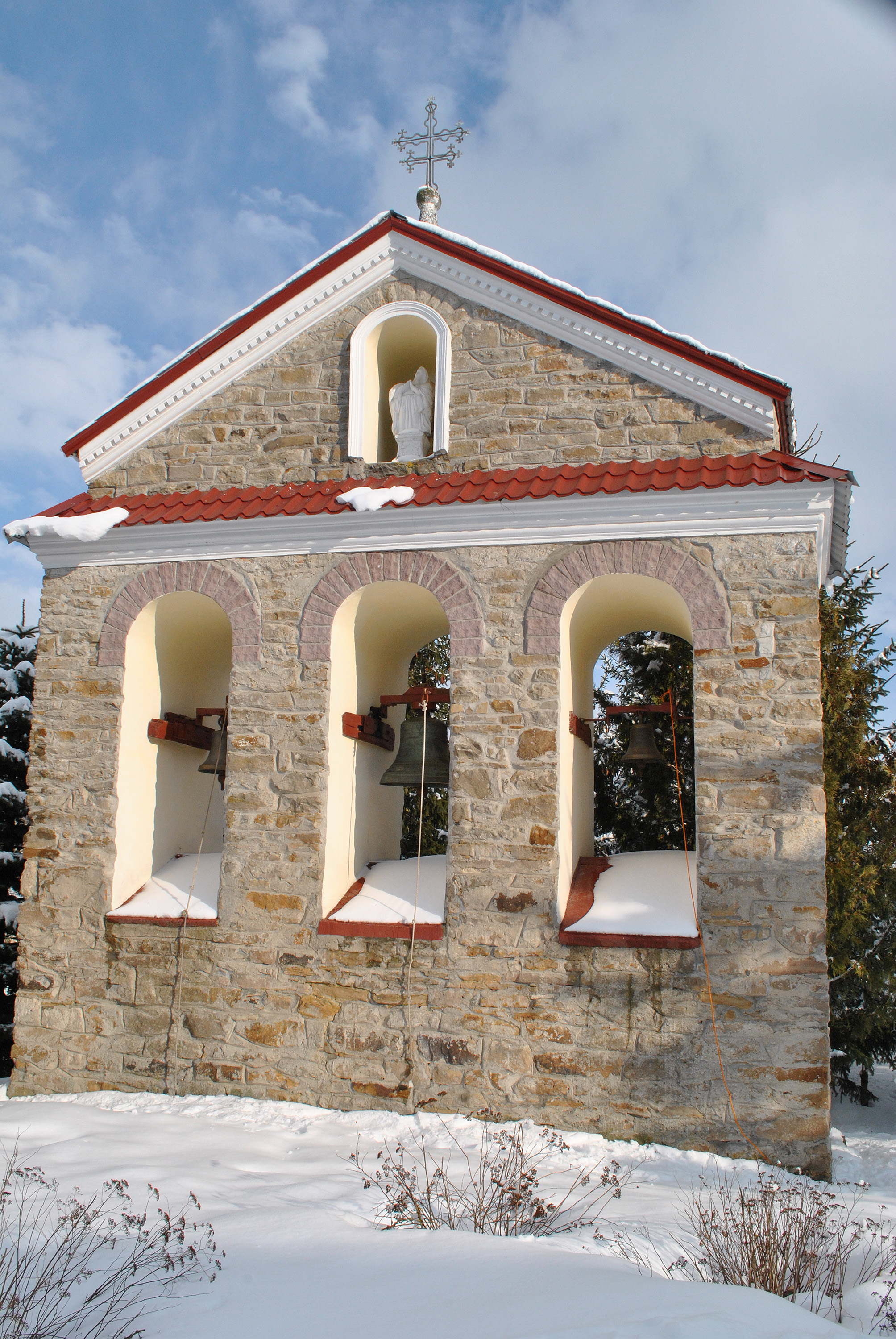
Дзвіниця

Пам'ятка архітектури національного значення в Україні, охоронний номер 1598/2.

## Буцнівська чудотворна ікона Божої Матері
Головна ікона — Буцнівська чудотворна ікона Божої Матері — копія Белзької (тепер Ченстоховської) Богородиці, яку в 1729 році подарував громаді тодішнього містечка Буцнів староста Матвій Цивінський. 25 січня 1737 р. Митрополит Атанасій (Шептицький) своєю грамотою проголосив її чудотворною.

## Парафія
Греко-католицькою парафія в Буцневі постала у першій половині XVIII століття.
Перед Другою світовою війною з візитацією на парафію приїжджав митрополит Андрей Шептицький, а у 2012 році — митрополит Василій Семенюк.
На парафії діють: спільнота «Матері в молитві». Марійська і Вівтарна дружини. Катехизацію в церкві проводить священик. Парафія співпрацює зі школою та місцевою владою.
У власності парафії є житловий будинок для духовенства. Головою парафіяльної ради є Володимир Гладкий.
Нині з близько 1200 осіб, які проживають у селі, 780 належать до парафії.

## Парохи
| Ім'я                  | Роки                  | Коротка довідка | Світлини |
| --------------------- | --------------------- | --------------- | -------- |
| о. Ізидор Глинський   | 12 лютого 1887 — 1931 |                 |          |
| о. Микола Кулинич     | 1932                  |                 |          |
| о. Василь Курилас     | 1933—1944             |                 |          |
| о. Петро-Олесь Ґерета | 1944—1946             |                 |          |
| о. Микола Ніколаєв    | від 1990              |                 |          |
| о. Василій Семенюк    |                       |                 |          |
| о. Володимир Дутка    |                       |                 |          |
| о. Роман Гриджук      |                       |                 |          |
| о. Василь Дідух       |                       |                 |          |
| о. Ярослав Півторак   | від 1996              |                 |          |
| о. Василь Дідух       | від липня 2003        |                 |          |